# Strike Witches
Strike Witches (japonsky ストライクウィッチーズ, Sutoraiku Wiččúzu) je japonský mediální mix, který původně vytvořil Fumikane Šimada prostřednictvím řady kratších komiksů v časopisech. Franšíza se stala inspirací několika light novel, mang a anime seriálů a různých videoher. Příběh série se točí kolem dospívajících dívek, které ke vzdušnému boji používají stroje připevněné k nohám.
OVA epizoda byla vydána 1. ledna 2007. První řada televizního anime seriálu byla premiérově vysílána od července do září 2008. Producentem obou děl se stalo studio Gonzo. Druhé řady, která byla vysílána od července do září 2010, se ujalo studio AIC. Filmová adaptace byla v japonských kinech uvedena 17. března 2012 a vydání se dočkala také třídílná OVA série od Silver Linku, jejíž jednotlivé díly byly uvedeny mezi zářím 2014 a květnem 2015. Třetí řada seriálu byla premiérově vysílána od října do prosince 2020 a pracovalo na ní studio David Production.
Silver Link vyrobilo seriálový spin-off Brave Witches, která byl vysílán od října do prosince 2016. V roce 2022 by měl mít premiéru druhý spin-off Luminous Witches, jenž produkuje Shaft.

## Příběh
Na alternativní Zemi během éry druhé světové války vtrhla do světa tajemná mimozemská síla známá jako Neuroi, která na sebe vzala podobu letadla a šířila paniku a zkázu. Ozbrojené síly světa se spojily a bojovaly proti hrozbě Neuroi, místo aby bojovaly mezi sebou. Protože běžné zbraně neměly na technologii Neuroi žádný účinek, armáda místo toho povolala čarodějnice, mladé dívky, které mají díky svým magickým dovednostem schopnost bojovat proti Neuroi. Čarodějnice mají uši a ocasy zvířat a mohou létat po obloze. V boji používají stroje známé jako Striker Units, které mají prvky založené na reálných letadlech.

## Hlavní postavy
- Jošika Mijafudži (japonsky 宮藤 芳佳, Mijafudži Jošika)

Dabing: Misato Fukuen
Jošika je hlavní hrdinkou anime a light novel o Strike Witches. Pochází z rodiny lékařů z ostrovního státu Fuso. Její otec byl zodpovědný za vytvoření strojů Strike Units, magicky poháněných motorů, které umožňují boj s Neuroi. Její otec však byl zabit ve válce. Jošika ovládá schopnost léčit a také telekinezi.
- Mio Sakamoto (japonsky 坂本 美緒, Sakamoto Mio)

Dabing: Saeko Čiba (2007–2010), Saori Seto (2010–dosud)
Mio je první ze Strike Witches a je jejich velitelkou. Má hodnost majora. Mio je nejstarší čarodějnicí v 501. oddílu. Je jí devatenáct a stejně jako Jošika Mijafudži pochází z Fuso. V čase předcházejícím událostem seriálu se spřátelila s Jošikiným otcem, když navrhoval Striker Units a stala se první osobou, která stroje pilotovala. Jejím obvyklým úkolem je vycvičit nové Strike Witches.
- Minna-Dietlinde Wilcke (japonsky ミ ー ナ ・ デ ィ ー ト リ ン デ ・ ヴ ィ ル ケ, Mína Dítorinde Viruke)

Dabing: Rie Tanaka
Minna je osmnáctiletáletá velitelka 501. oddílu z Karlslandu. Má hodnost velitele. Hlavní prioritou pro ní je bezpečnost jejích podřízených. Pokud jde o disciplínu, častěji je spíše „ta hodná“, zatímco „tu zlou“ zastává Mio Sakomoto. Je pěvecky nadaná a chtěla se stát profesionální zpěvačkou, než se přidala k Strike Witches. Poté, co je její blízká přítelkyně zabita v bitvě, se však Minna vzdá svého snu a začne bojovat ve válce proti Neuroi.
- Lynette Bishop (japonsky リネット・ビショップ, Rinetto Bišoppu)

Dabing: Kaori Nazuka
Lynette, nazývaná také „Lynne“, je čarodějnicí v 501. oddíle z britského Commonwealthu. Jako prostřední dítě z osmi sourozenců z velmi bohaté rodiny si Lynette vypěstuje velmi praktické návyky a je také velmi plachá. Po setkání s Jošikou Mijafudži se z nich stanou nejlepší přátelé. Ukazuje se také, že je dobrá ve vaření, často servíruje a připravuje jídla pro celý tým společně s Jošikou Mijafudži.

## Přijetí
Dle Johna Oppligera z AnimeNation je seriál Strike Witches jedním z nejlepších anime dívek se zbraněmi a uvedl, že „jeho četné střelecké scény a hvězdná animace akčních scén jej kvalifikují jako jednu z nejlepších anime dívek se zbraněmi“.